# Жаберные дуги
Жа́берные или висцера́льные ду́ги (лат. Árcus branchiáles seu árcus visceráles) — парные дугообразные хрящевые пластинки жаберного скелета бесчелюстных и рыб, а также зародышей четвероногих (в том числе человека). Часть висцерального скелета позвоночных, костные или хрящевые образования, развивающиеся в стенке глотки между глоточными карманами. У рыб насчитывается от 3 до 7 жаберных дуг, каждая из которых делится на четыре подвижно соединённых отдела и располагается между жаберными щелями; на внешней поверхности жаберной дуги развиваются жабры. У наземных позвоночных жаберные дуги в процессе эмбрионального развития трансформируются: верхние членики редуцируются, а нижние — участвуют в образовании подъязычного аппарата и превращаются в хрящи гортани, трахеи.

## Анатомия
Жаберные дуги бесчелюстных и рыб расположены между жаберными щелями, через которые вода поступает к жабрам (органам дыхания водного типа). У представителей челюстноротых одна из передних пар жаберных дуг преобразована в челюстную дугу (челюсти), тогда как следующая за ней пара становится подъязычной (гиоидной) дугой, поддерживающей челюстную. Многие акулы имеют одну-две пары маленьких губных хрящей перед челюстной дугой, которые, вероятно, являются редуцированными жаберными дугами; таким образом, челюстная дуга могла быть образована из третьей жаберной.

### Рыбы
Жаберные дуги — система скелетных элементов глотки у круглоротых и рыб, каждый из которых охватывает глотку полукольцом. У большинства современных рыб насчитывается пять жаберных дуг, у круглоротых и некоторых акул — их количество достигает семи. За счёт редуцирования дистальных (расположенных ближе к хвосту) количество жаберных дуг у костистых рыб может сокращаться до трёх. По анатомическому строению жаберные дуги круглоротых, хрящевых, осетровых и двоякодышащих рыб — хрящевые, а у костистых рыб — костные. Полностью сформированные жаберные дуги рыб состоят из 4 подвижно соединённых члеников. У костистых рыб пятая жаберная дуга, называемая нижнеглоточной костью, обычно рудиментарна, однако у карпообразных несёт зубы и бывает весьма массивной.

## Эмбриология
Появление и развитие головного мозга ведёт к необходимости появления мозгового черепа — организмы, не имеющие головного мозга, не имеют и мозгового черепа. У ланцетника (представителя примитивных хордовых) головной мозг находится в зачаточном состоянии и защищён перепончатым черепом (окружён соединительнотканной оболочкой).

### Рыбы
По мере развития головного мозга у рыб образуется вокруг него защитная коробка:
- у хрящевых (акуловых) рыб — хрящевая — приобретает хрящевую ткань и образует хрящевой череп,
- у костистых рыб — костная — начинает формироваться костный череп.

### Земноводные
Выход позвоночных из воды на сушу (земноводные) ведёт к дальнейшей замене хрящевой ткани на костную, необходимую не только для защиты, но и для осуществления опоры и движения в наземных условиях.

### Пресмыкающиеся
У более развитых классов позвоночных соединительная и хрящевая ткань полностью вытесняется костной — происходит формирование более прочного костного черепа. Таким образом, у наземных позвоночных количество костей уменьшается, а их строение усложняется, так как ряд костей представляет собой результат сращения ранее самостоятельных костных образований.

### Птицы
Скелет птиц предельно упрощён и состоит из лёгких и прочных костей. Некоторые кости имеют наполняемые воздухом полости, называемые «пневматическими», связанные с органами дыхания.
Кости черепа слиты воедино и не имеют черепных швов. Глазницы большие и разделены между собой костной перегородкой. Череп соединяется с позвоночным столбом при помощи одного затылочного мыщелка, нижняя челюсть прикрепляется к черепу посредством квадратной кости, играющей роль подвеска. Очень важная особенность черепа птиц — подвижность надклювья, усиливает силу укуса и увеличивает размеры зева, а подвижное нёбо помогает проталкиванию пищевого комка в пищевод. Основание надклювья у многих птиц покрыто восковицей. Форма и длина клюва, особенности его рогового чехла, характер подвижности, размеры ротового отверстия у различных птиц варьируют в широких пределах, отражая пищевую специализацию видов.

### Млекопитающие
У млекопитающих происходит тесное сращение между собой висцерального и мозгового черепа.

#### Человек разумный
У человека головной мозг и анализаторы достигают наивысшего развития — формируется neocránium: мозговой череп значительно преобладает над висцеральным.
Согласно эволюционной теории (в процессе онтогенеза находит отражение процесс филогенеза), череп человека в ходе эмбрионального развития последовательно проходит три стадии развития:
1. соединительнотканную,
2. хрящевую,
3. костную.

Причём переход второй стадии в третью (формирование вторичных костей на месте хряща) у человека происходит на протяжении всей его жизни. Таким образом, даже у взрослого человека сохраняются синхондрозы (хрящевы́е соедине́ния) — остатки хрящевой ткани между костями.
В процессе филогенеза количество костей черепа значительно уменьшается — некоторые исчезают полностью, остальные срастаются между собой.
Производные хрящей жаберных дуг:
I — из верхней части первой жаберной (или челюстной) дуги (лат. Procéssus maxilláris) формируется верхняя челюсть, на вентральном (обращённом в сторону живота) хряще (лат. Procéssus mandibuláris) формируется нижняя челюсть, сочленяющаяся с височной костью посредством височно-нижнечелюстного сустава. Остальные части хрящей первой жаберной дуги превращаются в слуховые косточки: молоточек и наковальню.
II — верхний отдел второй жаберной (подъязычной или гиоидной) дуги даёт начало третьей слуховой косточке — стремени. Таким образом, все три слуховые косточки не имеют отношения к костям лицевого черепа и размещаются в барабанной полости, входящей в состав среднего уха и развивающейся из первого жаберного кармана. Остальная часть подъязычной жаберной дуги идёт на построение фрагментов подъязычной кости: малых рогов и частично её тела, а также шиловидных отростков височной кости и шилоподъязычной связки (лат. Ligaméntum stylohyoídeum).
III — третья жаберная дуга служит источником для оставшейся части тела подъязычной кости и образует её большие рога.
IV—V (VII) — оставшиеся жаберные дуги служат источником для щитовидного и остальных хрящей гортани и трахеи.
Кости черепа человека, развивающиеся из жаберных дуг:
- неподвижные — верхняя челюсть, нёбная и скуловая кости;
- подвижные — нижняя челюсть, подъязычная кость и слуховые косточки.